# تاإيشي تسوكاموتو
تاإيشي تسوكاموتو (باليابانية: 塚本 泰史) (4 يوليو 1985 في كاواغوتشي في اليابان – )؛ هو لاعب كرة قدم ياباني سابق كان يلعب كمدافع.

## وصلات خارجية
- تاإيشي تسوكاموتو على موقع رابطة كرة القدم اليابانية للمحترفين (اليابانية)
- تاإيشي تسوكاموتو على موقع قاعدة بيانات كرة القدم.إي يو (الإنجليزية)
- تاإيشي تسوكاموتو على موقع Soccerway.com (الإنجليزية)
- تاإيشي تسوكاموتو على موقع عالم كرة القدم.نت (الإنجليزية)
- تاإيشي تسوكاموتو على موقع كووورة